# Melocactus oreas
Melocactus oreas  es una especie de planta fanerógama de la familia Cactaceae. 

## Descripción
Melocactus oreas  crece con tallos de color verde oscuro, deprimidos esféricos a alargados, que alcanzan un tamaño de 8,5-35 centímetros de altura y un diámetro de 10 a 18 centímetros. Tiene de 10 a 16 costillas redondas, de bordes afilados. Las espinas son circulares giratorias y de color marrón amarillento a marrón rojizo. Las tres a nueve espinas centrales son de 2,7 a 4,5 centímetros de largo. Las  ocho a once espinas radiales son rectas o curvas de 4 a 8 cm de largo. El cefalio se compone de cerdas de color marrón rojizo oscuro y mide hasta 12 centímetros de altura y tiene un diámetro de 4 a 8 centímetros. Las flores son de color rosa magenta  oscuras de 1.7 a 2.2 centímetros de largo y un diámetro de 0,7-1 centímetros. Loa frutos en forma de maza extendida, son de color rojo y magenta a ligeramente rosa.

## Distribución
Es endémica de Brasil.  Es una especie común en todo el mundo como planta ornamental.

## Taxonomía
Melocactus violaceus fue descrita por Friedrich Anton Wilhelm Miquel y publicado en Monographia Melocacti 113. 1840.
Etimología
Melocactus: nombre genérico, utilizado por primera vez por Tournefort, proviene del latín melo, abreviación de melopepo (término con que Plinio el Viejo designaba al melón). Se distingue de las demás cactáceas cilíndricas por tener un cefalio o gorro rojo, razón por la que los primeros españoles que llegaron a Sudamérica le llamaban "gorro turco".
oreas: epíteto latino que significa "perteneciente a la montaña".
Variedades aceptadas
- Melocactus oreas var. bahiensis (Britton & Rose) Rizzini
- Melocactus oreas subsp. cremnophilus (Buining & Brederoo) P.J. Braun

Sinonimia
- Melocactus oreas subsp. oreas
- Melocactus oreas var. rubrisaetosus (Buining, Brederoo & Theunissen) Rizzini
- Melocactus oreas subsp. rubrisaetosus (Buining, Brederoo & Theunissen) P.J. Braun
- Melocactus oreas var. submunitis Rizzini
- Melocactus rubrisaetosus Buining, Brederoo & Theunissen[4]
- Cactus oreas,
- Melocactus cremnophilus[5]